# Наркевич, Геннадий Семёнович
Геннадий Семенович Наркевич (бел. Генадзь Сямёнавіч Наркевіч) — белорусский военный деятель, заместитель председателя Комитета государственной безопасности Республики Беларусь (1996—2000).

## Биография
В 1989 году назначен заместителем начальника 2-го Управления КГБ БССР (контрразведка). До 1991 года являлся начальником 2-го Управления КГБ БССР.
С 18 октября 1994 года по 8 февраля 1996 года работал начальником управления КГБ Республики Беларусь по Могилевской области.
С 8 февраля 1996 года по 27 ноября 2000 года работал заместителем Председателя КГБ Республики Беларусь. Входил в состав Совета по координации контрольной деятельности в Республике Беларусь.
Являлся председателем Белорусской федерации профессионального бокса.